# Leichtathletik-Südamerikameisterschaften 1974
Die XXVII. Leichtathletik-Südamerikameisterschaften fanden vom 16. bis zum 21. April 1974 in Santiago de Chile statt. Die Veranstaltung war eigentlich für den Oktober 1973 angesetzt, nach dem Militärputsch vom 11. September 1973 war die Veranstaltung verschoben worden.
Erstmals ausgetragen wurden das 20-Kilometer-Gehen der Männer sowie der 1500-Meter-Lauf und die 4-mal-400-Meter-Staffel bei den Frauen. Erfolgreichster Teilnehmer war der brasilianische Sprinter Rui da Silva mit drei Goldmedaillen. Seine Landsfrau Conceição Geremias gewann ebenfalls dreimal Gold sowie jeweils eine Silber- und Bronzemedaille. Der Sieg der venezolanischen Männermannschaft war bis heute (Stand 2009) der letzte Sieg eines nicht-brasilianischen Teams. Bei den Frauen setzte nach dem Sieg der Argentinierinnen 1971 bereits 1974 die bis heute andauernde Siegesserie der Brasilianerinnen ein.

## Männerwettbewerbe
Die Mannschaftswertung gewann bei den Männern die venezolanische Mannschaft mit 163 Punkten vor dem Team Brasiliens mit 160 Punkten und vor den Chilenen mit 113 Punkten. Hinter den Argentiniern mit 95 Punkten erreichten die Kolumbianer 57 Punkte vor Peru mit 26 Punkten. Die Paraguayer erhielten 22 Punkte und Uruguay 12 Punkte.

### 100-Meter-Lauf Männer
| Platz | Athlet       | Land | Zeit   |
| ----- | ------------ | ---- | ------ |
| 1     | Rui da Silva | BRA  | 10,5 s |
| 2     | Jésus Rico   | VEN  | 10,5 s |
| 3     | José Chacin  | VEN  | 10,6 s |

Finale: 17. April

### 200-Meter-Lauf Männer
| Platz | Athlet         | Land | Zeit   |
| ----- | -------------- | ---- | ------ |
| 1     | Rui da Silva   | BRA  | 21,2 s |
| 2     | Erick Phillips | VEN  | 21,5 s |
| 3     | Víctor Patínez | VEN  | 21,7 s |

Finale: 19. April

### 400-Meter-Lauf Männer
| Platz | Athlet         | Land | Zeit   |
| ----- | -------------- | ---- | ------ |
| 1     | Víctor Patínez | VEN  | 46,6 s |
| 2     | Erick Phillips | VEN  | 46,8 s |
| 3     | Pedro Teixeira | BRA  | 48,1 s |

Finale: 17. April

### 800-Meter-Lauf Männer
| Platz | Athlet        | Land | Zeit       |
| ----- | ------------- | ---- | ---------- |
| 1     | Héctor Lopez  | VEN  | 1:50,4 min |
| 2     | Darcy Pereira | BRA  | 1:50,6 min |
| 3     | Reinel Suárez | COL  | 1:51,6 min |

Finale: 18. April

### 1500-Meter-Lauf Männer
| Platz | Athlet          | Land | Zeit       |
| ----- | --------------- | ---- | ---------- |
| 1     | José González   | VEN  | 3:48,8 min |
| 2     | Darcy Pereira   | BRA  | 3:51,2 min |
| 3     | Omar Amdematten | ARG  | 3:52,6 min |

Finale: 20. April

### 5000-Meter-Lauf Männer
| Platz | Athlet              | Land | Zeit        |
| ----- | ------------------- | ---- | ----------- |
| 1     | Edmundo Warnke      | CHI  | 14:17,6 min |
| 2     | Jairo Correa        | COL  | 14:22,4 min |
| 3     | José Romão da Silva | BRA  | 14:22,8 min |

Finale: 18. April

### 10.000-Meter-Lauf Männer
| Platz | Athlet         | Land | Zeit        |
| ----- | -------------- | ---- | ----------- |
| 1     | Jairo Correa   | COL  | 29:27,0 min |
| 2     | Edmundo Warnke | CHI  | 29:32,8 min |
| 3     | Jairo Cubillos | COL  | 30:25,6 min |

Finale: 16. April

### Marathon Männer
| Platz | Athlet         | Land | Zeit        |
| ----- | -------------- | ---- | ----------- |
| 1     | José Ramírez   | CHI  | 2:30:42,0 h |
| 2     | Gilberto Carna | COL  | 2:32:26,8 h |
| 3     | Orides Alves   | BRA  | 2:34:46,0 h |

Finale: 20. April

### 110-Meter-Hürdenlauf Männer
| Platz | Athlet           | Land | Zeit   |
| ----- | ---------------- | ---- | ------ |
| 1     | Oscar Marín      | VEN  | 14,6 s |
| 2     | Márcio Lomónaco  | BRA  | 14,9 s |
| 3     | Roberto González | PER  | 15,0 s |

Finale: 21. April

### 400-Meter-Hürdenlauf Männer
| Platz | Athlet            | Land | Zeit   |
| ----- | ----------------- | ---- | ------ |
| 1     | Francisco Rojas   | PAR  | 52,1 s |
| 2     | Dorival Negrisoli | BRA  | 53,1 s |
| 3     | Santiago Gordon   | CHI  | 53,5 s |

Finale: 19. April

### 3000-Meter-Hindernislauf Männer
| Platz | Athlet          | Land | Zeit       |
| ----- | --------------- | ---- | ---------- |
| 1     | José González   | VEN  | 8:59,4 min |
| 2     | Jorge Grosser   | CHI  | 9:00,0 min |
| 3     | Lucirio Garrido | VEN  | 9:01,2 min |

Finale: 21. April

### 4-mal-100-Meter-Staffel Männer
| Platz | Athleten                                                         | Land | Zeit   |
| ----- | ---------------------------------------------------------------- | ---- | ------ |
| 1     | João Francisco Jorge Mathias Luiz da Silva Rui da Silva          | BRA  | 40,3 s |
| 2     | Jésus Rico José Chacín Erick Phillips Víctor Patínez             | VEN  | 40,7 s |
| 3     | Carlos Martínez Carlos Bertotti Gustavo Dubarbier Alfredo Milano | ARG  | 41,1 s |

Finale: 21. April

### 4-mal-400-Meter-Staffel Männer
| Platz | Athleten                                                     | Land | Zeit       |
| ----- | ------------------------------------------------------------ | ---- | ---------- |
| 1     | Héctor Lopez Víctor Patínez Erick Phillips Moises Zambrano   | VEN  | 3:10,7 min |
| 2     | Ruben Buscalia José Ferreria Carlos Intaschi Carlos Bertotti | ARG  | 3:12,7 min |
| 3     | Bozzo Jorquera Ariel Santolaya Claudio Muñoz                 | CHI  | 3:12,8 min |

Finale: 21. April

### 20-Kilometer-Gehen
| Platz | Athlet           | Land | Zeit        |
| ----- | ---------------- | ---- | ----------- |
| 1     | Adalberto Scorza | ARG  | 1:46:23,8 h |
| 2     | Rito Molina      | ARG  | 1:48:26,6 h |
| 3     | Antonio Moraga   | CHI  | 1:48:59,6 h |

Finale: 21. April

### Hochsprung Männer
| Platz | Athlet            | Land | Höhe   |
| ----- | ----------------- | ---- | ------ |
| 1     | Luis Arbulu       | PER  | 2,06 m |
| 2     | Luis Barrionuevo  | ARG  | 2,06 m |
|       | Roberto Abugattas | PER  | 2,03 m |

Finale: 21. April

### Stabhochsprung Männer
| Platz | Athlet        | Land | Höhe   |
| ----- | ------------- | ---- | ------ |
| 1     | Ciro Valdez   | COL  | 4,40 m |
| 2     | Luis Cardenas | PER  | 4,20 m |
| 3     | Tulio Moya    | CHI  | 4,00 m |

Finale: 20. April

### Weitsprung Männer
| Platz | Athlet                  | Land | Weite  |
| ----- | ----------------------- | ---- | ------ |
| 1     | Emilio Mazzeo           | ARG  | 7,29 m |
| 2     | Ronaldo Lobato          | BRA  | 7,21 m |
| 3     | João Carlos de Oliveira | BRA  | 7,17 m |

Finale: 17. April

### Dreisprung Männer
| Platz | Athlet                  | Land | Weite   |
| ----- | ----------------------- | ---- | ------- |
| 1     | João Carlos de Oliveira | BRA  | 16,34 m |
| 2     | Nelson Prudêncio        | BRA  | 16,09 m |
| 3     | Edgar Moreno            | VEN  | 15,16 m |

Finale: 16. April

### Kugelstoßen Männer
| Platz | Athlet           | Land | Weite   |
| ----- | ---------------- | ---- | ------- |
| 1     | Juan Turri       | ARG  | 17,09 m |
| 2     | Nelson Fernandes | CHI  | 15,96 m |
| 3     | José Carreño     | VEN  | 15,81 m |

Finale: 16. April

### Diskuswurf Männer
| Platz | Athlet          | Land | Weite   |
| ----- | --------------- | ---- | ------- |
| 1     | Hernán Haddad   | CHI  | 47,12 m |
| 2     | José Jacques    | BRA  | 46,56 m |
| 3     | Esteban Drapich | ARG  | 46,52 m |

Finale: 17. April

### Hammerwurf Männer
| Platz | Athlet          | Land | Weite   |
| ----- | --------------- | ---- | ------- |
| 1     | Darwin Piñeyrúa | URU  | 62,99 m |
| 2     | José Vallejo    | ARG  | 61,55 m |
| 3     | Celso de Moraes | BRA  | 59,34 m |

Finale: 20. April

### Speerwurf Männer
| Platz | Athlet          | Land | Weite   |
| ----- | --------------- | ---- | ------- |
| 1     | Mario Sotomayor | COL  | 68,86 m |
| 2     | Paulo de Faría  | BRA  | 66,04 m |
| 3     | Humberto Vianna | BRA  | 65,32 m |

Finale: 21. April

### Zehnkampf Männer
| Platz | Athlet          | Land | Punkte |
| ----- | --------------- | ---- | ------ |
| 1     | Ramon Montezuma | VEN  | 7000   |
| 2     | Tito Steiner    | ARG  | 6964   |
| 3     | Alfredo Silva   | CHI  | 6772   |

18. und 19. April

## Frauenwettbewerbe
Die Mannschaftswertung bei den Frauen gewannen die Brasilianerinnen mit 149 Punkten vor der Mannschaft Chiles mit 88 Punkten sowie den Argentinierinnen mit 57 Punkten und den Peruanerinnen mit 56 Punkten. Venezuela lag mit 47 Punkten vor Kolumbien mit 29 Punkten und Uruguay mit 14 Punkten.

### 100-Meter-Lauf Frauen
| Platz | Athletin           | Land | Zeit   |
| ----- | ------------------ | ---- | ------ |
| 1     | Conceição Geremias | BRA  | 12,1 s |
| 2     | Elsy Rivas         | COL  | 12,1 s |
| 3     | Belkis Fava        | ARG  | 12,1 s |

Finale: 19. April

### 200-Meter-Lauf Frauen
| Platz | Athletin           | Land | Zeit   |
| ----- | ------------------ | ---- | ------ |
| 1     | Elsy Rivas         | COL  | 24,1 s |
| 2     | Angela Godoy       | ARG  | 24,7 s |
| 3     | Conceição Geremias | BRA  | 24,7 s |

Finale: 17. April

### 400-Meter-Lauf Frauen
| Platz | Athletin            | Land | Zeit   |
| ----- | ------------------- | ---- | ------ |
| 1     | Eucaris Caicedo     | COL  | 56,1 s |
| 2     | Adriana Marchena    | COL  | 57,0 s |
| 3     | Rosângela Verissimo | BRA  | 57,1 s |

Finale: 19. April

### 800-Meter-Lauf Frauen
| Platz | Athletin            | Land | Zeit       |
| ----- | ------------------- | ---- | ---------- |
| 1     | Ana María Nielsen   | ARG  | 2:11,9 min |
| 2     | Rosângela Verissimo | BRA  | 2:12,6 min |
| 3     | Carmen Oyé          | CHI  | 2:13,9 min |

Finale: 21. April

### 1500-Meter-Lauf Frauen
| Platz | Athletin          | Land | Zeit       |
| ----- | ----------------- | ---- | ---------- |
| 1     | Carmen Oyé        | CHI  | 4:32,1 min |
| 2     | Ana María Nielsen | ARG  | 4:33,5 min |
| 3     | Iris Fernández    | ARG  | 4:41,7 min |

Finale: 18. April

### 100-Meter-Hürdenlauf Frauen
| Platz | Athletin            | Land | Zeit   |
| ----- | ------------------- | ---- | ------ |
| 1     | Edith Noeding       | PER  | 13,9 s |
| 2     | Elisabeth Nunes     | BRA  | 14,4 s |
| 3     | Maria Luisa Betioli | BRA  | 15,0 s |

Finale: 17. April

### 4-mal-100-Meter-Staffel Frauen
| Platz | Athletinnen                                                        | Land | Zeit   |
| ----- | ------------------------------------------------------------------ | ---- | ------ |
| 1     | Conceição Geremias Geralda de Souza Elisabeth Nunes Ivette Barbosa | BRA  | 47,3 s |
| 2     | Carmela Bolivar Edith Noeding Simone Krauthausen Zumaeta           | PER  | 47,5 s |
| 3     | Elsa Antunez T. Castillo A. Castillo Rivas                         | VEN  | 47,8 s |

Finale: 21. April

### 4-mal-400-Meter-Staffel Frauen
| Platz | Athletinnen                                                         | Land | Zeit       |
| ----- | ------------------------------------------------------------------- | ---- | ---------- |
| 1     | Valdea Chagas Ivette Barbosa Conceição Geremias Rosângela Verissimo | BRA  | 3:47,4 min |
| 2     | Victoria Roa Oriana Salas Aurora Saenz Carmen Oyé                   | CHI  | 3:54,0 min |
| 3     | Adriana Marchena Julia González Elsa Antunez Rojas                  | VEN  | 3:55,0 min |

Finale: 17. April

### Hochsprung Frauen
| Platz | Athletin            | Land | Höhe   |
| ----- | ------------------- | ---- | ------ |
| 1     | Maria Luisa Betioli | BRA  | 1,75 m |
| 2     | Edith Noeding       | PER  | 1,65 m |
| 3     | Beatriz Bonfim      | BRA  | 1,65 m |

Finale: 17. April

### Weitsprung Frauen
| Platz | Athletin           | Land | Weite  |
| ----- | ------------------ | ---- | ------ |
| 1     | Elisabeth Nunes    | BRA  | 6,06 m |
| 2     | Conceição Geremias | BRA  | 6,03 m |
| 3     | Edith Noeding      | PER  | 5,91 m |

Finale: 19. April

### Kugelstoßen Frauen
| Platz | Athletin        | Land | Weite   |
| ----- | --------------- | ---- | ------- |
| 1     | Rosa Molina     | CHI  | 14,93 m |
| 2     | Maria Boso      | BRA  | 13,99 m |
| 3     | Miriam Yutronic | CHI  | 13,23 m |

Finale: 19. April

### Diskuswurf Frauen
| Platz | Athletin        | Land | Weite   |
| ----- | --------------- | ---- | ------- |
| 1     | Miriam Yutronic | CHI  | 49,36 m |
| 2     | Odete Domingos  | BRA  | 48,22 m |
| 3     | Gladys Ortega   | ARG  | 42,90 m |

Finale: 16. April

### Speerwurf Frauen
| Platz | Athletin            | Land | Weite   |
| ----- | ------------------- | ---- | ------- |
| 1     | Gladys González     | VEN  | 49,86 m |
| 2     | Ana María Campillay | ARG  | 43,18 m |
| 3     | Veronica Diaz       | CHI  | 42,46 m |

Finale: 17. April

### Fünfkampf Frauen
| Platz | Athletin            | Land | Punkte |
| ----- | ------------------- | ---- | ------ |
| 1     | Edith Noeding       | PER  | 4170   |
| 2     | Elisabeth Nunes     | BRA  | 3975   |
| 3     | Maria Luisa Betioli | BRA  | 3741   |

20. und 21. April

## Medaillenspiegel
| Medaillenspiegel Endstand nach 37 Entscheidungen | Medaillenspiegel Endstand nach 37 Entscheidungen | Medaillenspiegel Endstand nach 37 Entscheidungen | Medaillenspiegel Endstand nach 37 Entscheidungen | Medaillenspiegel Endstand nach 37 Entscheidungen | Medaillenspiegel Endstand nach 37 Entscheidungen |
| Platz                                            | Land                                             | Gold                                             | Silber                                           | Bronze                                           | Gesamt                                           |
| ------------------------------------------------ | ------------------------------------------------ | ------------------------------------------------ | ------------------------------------------------ | ------------------------------------------------ | ------------------------------------------------ |
| 1                                                | Brasilien                                        | 9                                                | 15                                               | 11                                               | 35                                               |
| 2                                                | Venezuela                                        | 8                                                | 5                                                | 7                                                | 20                                               |
| 3                                                | Chile                                            | 6                                                | 3                                                | 7                                                | 16                                               |
| 4                                                | Kolumbien                                        | 5                                                | 3                                                | 3                                                | 11                                               |
| 5                                                | Argentinien                                      | 4                                                | 8                                                | 6                                                | 18                                               |
| 6                                                | Peru                                             | 3                                                | 3                                                | 3                                                | 9                                                |
| 7                                                | Paraguay                                         | 1                                                | –                                                | –                                                | 1                                                |
|                                                  | Uruguay                                          | 1                                                | –                                                | –                                                | 1                                                |